# Tricotaje Someșul
Tricotaje Someșul este un producător de tricotaje din Cluj-Napoca, România.
Tricotaje Someșul S.A. a fost înființată în anul 1930 la Cluj-Napoca ca un mic atelier, iar în 1995, societatea a fost privatizată.
Cea mai mare parte a producției este destinată exportului, ajungând în țări ca Regatul Unit, Franța, Germania, Elveția, Italia sau Rusia. Pentru piața internă firma produce două colecții pe an, sub brand-urile Someșul și Modo. Acestea sunt oferite pieței interne prin intermediul magazinelor proprii din Cluj-Napoca sau agenți și distribuitorilor autorizați.
În anul 2009, SC Tricotaje Someșul a disponibilizat circa 170 dintre angajați, și-a mutat linia de producție într-o hală de pe Bulevardul Muncii, iar fabrica din centrul orașului a fost demolată pentru ca pe terenul de 18.000 metri pătrați sã se edifice un proiect imobiliar.

## Istoric
Până în anii 2004-2005, fabrica a avut o activitate foarte profitabilă, cea mai mare parte a producției fiind destinată exportului, ajungând în țări ca Regatul Unit, Franța, Germania, Elveția, Italia sau Rusia. Dezvoltarea economică din acea perioadă, piața muncii, evoluția cursului valutar și tendința producătorilor de confecții din vest de a-și muta producția în țările emergente au favorizat expansiunea producatorului de tricotaje. Pentru piața internă au fost create două linii, Someșul și Modo, pentru fiecare din acestea fiind lansate câte două colecții pe an. În această perioadă fabrica a ajuns la 700 de angajați și o producție anuală de 1 milion de articole. Începând cu anul 2006 activitatea de export a intrat în declin, 260 de angajați fiind disponibilizați. În 2007, în plin avânt al pieței imobiliare în România, fabrica a fost mutată din centrul Clujului pe un nou teren situat în zona industrială. Investiția în construcția noii fabrici a fost estimată la 2 milioane de euro, în vreme ce fostul sediu și terenul aferent au fost vândute către Atriun Center, valoarea de piață la momentul respectiv fiind de 14 milioane de euro. În ciuda modernizărilor, Tricotaje Someșul nu a reușit să revină la o activitate profitabilă, iar în 2009 a disponibilizat 2/3 din personal, ajungând la doar 70 de salariați .

## Informații financiare

### Anul 2016
- Cifra de afaceri: ▼ 8.827.860 lei [4]
- Profit net: ▼14.469 lei [4]
- Număr angajați: ▼143 [4]